# اپکات
اپکات (انگلیسی: Epcot که به EPCOT شناخته شده‌است) یک پارک موضوعی در والت دیزنی ورلد در بی لیک، فلوریدا است. این شرکت توسط بخش والت دیزنی از طریق بخش پارکها، تجارب و محصولات اداره می‌شود. این پارک با الهام از یک مفهوم غیرقابل تحقق ساخته والت دیزنی، در تاریخ ۱ اکتبر ۱۹۸۲، به عنوان «مرکز EPCOT» افتتاح شد و پس از پارک جادوگری پادشاهی دومین از چهار پارک موضوعی است که در والت دیزنی ورلد ساخته شده‌است. اپکات با ۳۰۵ هکتار (۱٫۲۳ کیلومتر مربع) بیش از دو برابر پارک جادوی پادشاهی، به موضوع و نمایاندن موفقیت انسان، یعنی نوآوری‌های فناوری و فرهنگ بین‌المللی اختصاص یافته‌است و اغلب از آن به عنوان «نمایشگاه دائمی جهان» یاد می‌شود.

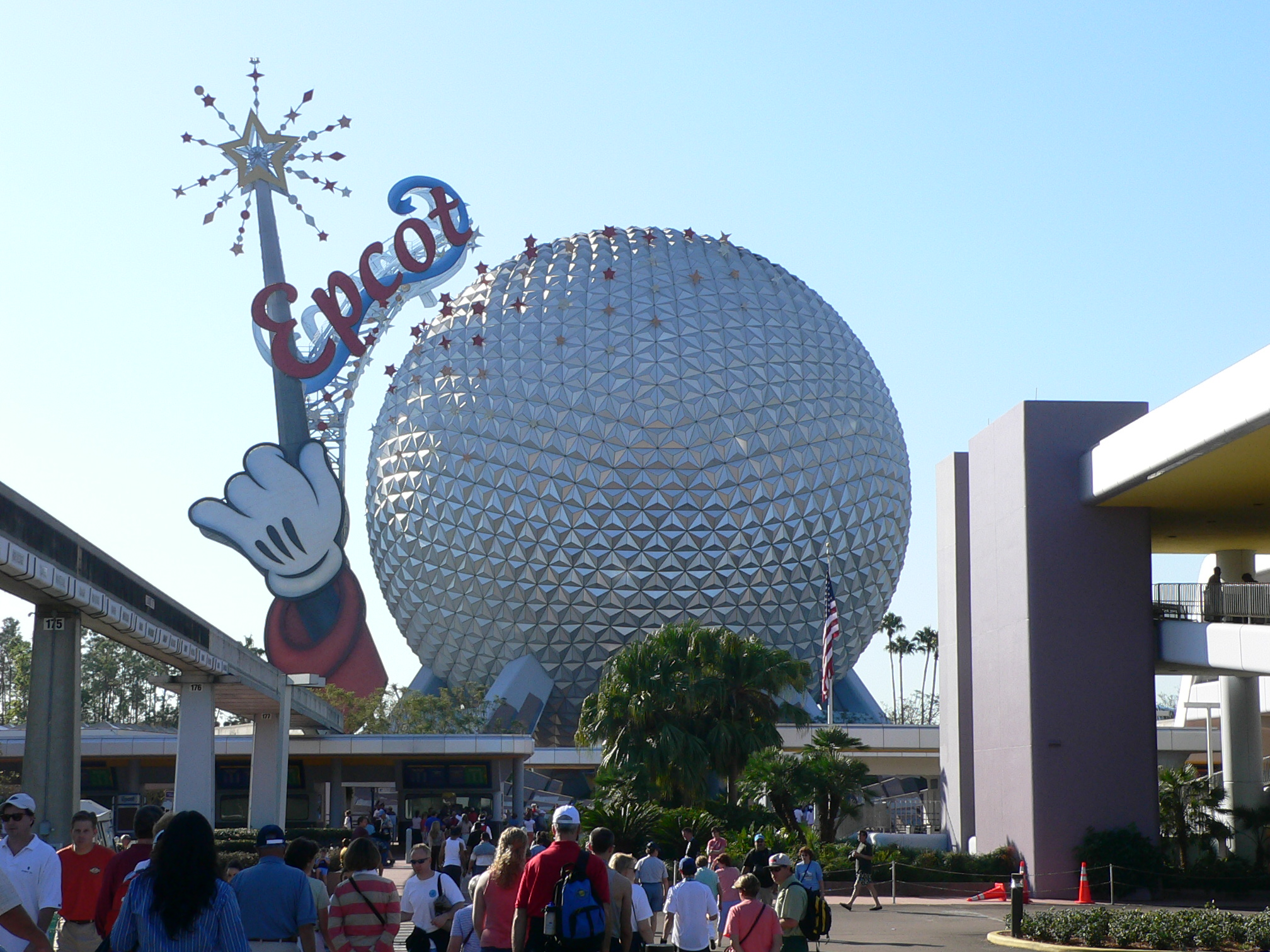
سفینه فضایی، نماد Epcot سال ۲۰۰۵